# FK 이스타라브샨

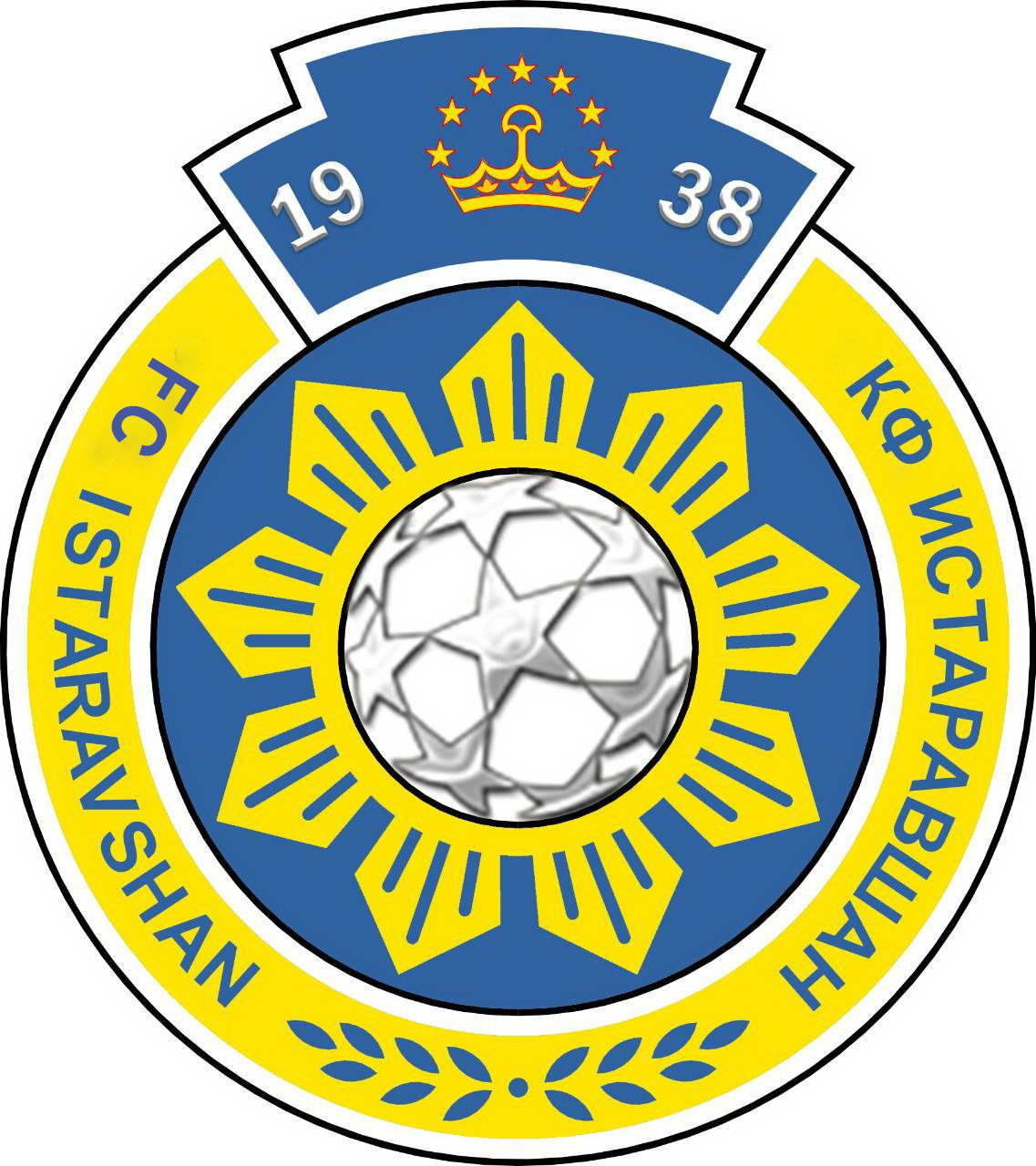

FK 이스타라브샨(FK Istaravshan)는 이스타라브샨를 연고로 하는 타지키스탄의 축구단이다. 현재는 타지키스탄 프리미어리그에 참가하고 있다.